# Encore un soir
Encore un soir è un album in studio in lingua francese della cantante canadese Céline Dion, pubblicato da Sony Music Entertainment il 26 agosto 2016. È il suo primo album in studio in francese dal 2012, anno di pubblicazione di Sans attendre. Encore un soir presenta canzoni prodotte principalmente da Humberto Gatica, Scott Price, Silvio Lisbonne, Zaho e Jacques Veneruso. Il primo singolo estratto dall'album, intitolato Encore un soir, è stato pubblicato il 24 maggio 2016 ed è salito in cima alle classifiche dei paesi francofoni. Encore un soir è stato pubblicato anche negli Stati Uniti dopo undici anni dalla pubblicazione di On ne change pas.
L'album ha ottenuto recensioni positive da parte della critica ed è diventato un ottimo successo commerciale. Encore un soir ha superato le classifiche in Francia, Canada, Belgio e Svizzera, ed è stato certificato disco di diamante in Francia, 2 volte disco di platino in Canada e platino in Belgio e Svizzera. È diventato l'album più venduto del 2016 in Belgio, il secondo album più venduto del 2016 in Francia (l'album più venduto da un'artista femminile), il settimo album più venduto del 2016 in Svizzera e l'ottavo album più venduto in Canada (l'unico album francofono sulla lista). Encore un soir è diventato anche il primo album in lingua francese della Dion ad apparire nelle classifiche di Billboard degli Stati Uniti. Ha venduto oltre 1,5 milioni di copie in tutto il mondo.

## Antefatti
Nell'agosto 2015, il manager di Céline Dion, Aldo Giampaolo, annunciò che la cantante avrebbe pubblicato album in lingua francese e inglese rispettivamente nel 2016 e nel 2017. Questo album francese sarebbe stato caratterizzato principalmente da canzoni inedite, ma avrebbe contenuto anche una cover di Ordinaire di Robert Charlebois e una versione rimasterizzata di Trois heures vingt, originariamente pubblicata nell'album in studio della cantante del 1984, Mélanie. Il 19 maggio 2016, il celinedion.com ha iniziato a rivelare estratti dei testi del singolo apripista, Encore un soir, scritto da Jean-Jacques Goldman. Il singolo principale è stato pubblicato il 24 maggio 2016. La copertina del singolo è stata rivelata il 17 maggio 2016 ed è identica alla copertina dell'album.
Durante una serie di interviste con varie agenzie di stampa svoltesi il 12 maggio 2016 al Colosseum al Caesars Palace, Céline Dion annunciò che il prossimo album francese sarebbe stato pubblicato nell'agosto 2016. Il 1º luglio 2016, la track list dell'album è stata pubblicata su vari siti web di notiziari, citando un'edizione standard con dodici tracce e una versione deluxe con quindici brani. Il 9 novembre 2015, il celinedion.com inizia un concorso che permise ai fan di inviare una traccia da selezionare per la Dion per registrarla sull'album. Il 2 dicembre 2015, dopo più di 1000 voti, il sito web della cantante annuncia che il vincitore del concorso è Daniel Picard e la sua canzone intitolata À la plus haute branche che sarebbe stata inserita nella track list dell'album.

## Contenuti
Encore un soir è stato registrato tra giugno 2015 e giugno 2016. Nel mezzo della registrazione, nel gennaio 2016, il marito e manager di Céline Dion, René Angélil, muore. L'album è stato pubblicato più di sette mesi dopo, nell'agosto 2016. La visione di Dion e Angélil di una nuova collaborazione con il leggendario artista francese Jean-Jacques Goldman si è concretizzata con il brano Encore un soir, segnando una riunione tanto attesa da oltre dodici anni. Uscito come primo singolo, la title track divenne un successo commerciale e per la critica. Per la prima volta, gli artisti francesi Francis Cabrel e Serge Lama scrissero una canzone per Dion, Plus qu'ailleurs. Jacques Veneruso, uno dei suoi collaboratori più fidati degli ultimi anni, scrisse e compose anche una nuova canzone, Si c'était à refaire. Grand Corps Malade ancora una volta, dopo Sans attendre, offrì la sua poesia a questo nuovo album su per i brani L'étoile e Les yeux au ciel. Céline Dion per questo nuovo progetto lavorò con nuovi autori e produttori. Alcuni di loro sono Zaho e LNT Musik (Ludovic Carquet e Therry Marie-Louise) che scrissero e produssero Ma faille, Tu sauras e À vous, quest'ultima presente solo nell'edizione deluxe del disco. Altri nuovi collaboratori sono Florent Mothe e Mutine (Manon Romiti e Silvio Lisbonne) che scrissero le musiche di L'étoile, Les yeux au ciel e Le bonheur en face.
Céline Dion volle rendere omaggio al ricco repertorio musicale del Québec reinterpretando la classica canzone di Robert Charlebois, Ordinaire. Marc Dupré collaborò con la Dion in questo album su Je nous veux e Toutes ces choses. Daniel Picard scoprì che la sua canzone, À la plus haute branche, fu scelta con oltre 4.000 voti in seguito al concorso lanciato dal sito web della Dion. Tutte queste canzoni "del Québec" sono state prodotte da Humberto Gatica e Scott Price. Oltre a À vous, l'edizione deluxe include anche Ma force scritta da Vianney e una versione rimasterizzata di Trois heures vingt, la canzone di Céline del 1984, quest'ultima, presente nell'album Mélanie della Dion, è stata pubblicata su Encore un soir perché Angélil era particolarmente affezionato a questa canzone che è stata suonata durante il suo funerale esattamente alle 15:20, segnando l'inizio della cerimonia. È stata anche la canzone che ha aperto il Summer Tour 2016 della cantante.

## Singoli
Encore un soir è stato pubblicato come singolo apripista dall'album, il 24 maggio 2016. Ha raccolto recensioni positive da parte dei critici musicali e ha superato le classifiche in Francia, Québec e nella parte francofona della Svizzera. Ha anche raggiunto la top ten in Lussemburgo e Belgio. Il 12 agosto 2016, il video ufficiale dell'audio di Trois heures vingt è stato caricato su YouTube sul canale Vevo della cantante. La settimana successiva, la canzone entrò in classifica in Francia alla numero 73. Il 19 agosto 2016 fu anche pubblicato il video lyric ufficiale del brano. L'11 ottobre 2016 L'étoile viene scelta come secondo singolo promozionale per il Canada. Nel 2017, L'étoile è uscito come terzo singolo in Francia e in Belgio. Il 14 ottobre 2016, Si c'était à refaire fu inviato alle stazioni radio in Francia e Belgio come secondo singolo. Il 13 febbraio 2017, Je nous veux fu pubblicato come terzo singolo in Canada. Les yeux au ciel è uscito come quarto singolo in Francia il 14 aprile 2017 e in Canada nel giugno 2017.

## Promozione
Nel novembre 2015, il sito web ufficiale di Céline Dion annuncia i primi spettacoli del suo prossimo Summer Tour 2016. La Dion attraversò con la sua tournée il Belgio, la Francia e il Canada tra il 20 giugno 2016 e il 31 agosto 2016, eseguendo in totale ventotto concerti. Il tour sold-out ottenne recensioni positive, con la Dion che eseguì diverse canzoni mai eseguite dal vivo prima d'ora, principalmente dall'album 1 flle & 4 types. La scalestta conteneva solo alcune canzoni del nuovo album: Trois heures vingt, Encore un soir, Ordinaire e À la plus haute branche (aggiunto in Canada). Il 7 settembre 2016, Céline eseguì Encore un soir e Les yeux au ciel per la prima volta in televisione a Music Show - 100% tubes 2016 su M6 in Francia. Il 1º ottobre 2016 eseguì le stesse canzoni a Le Grand Show su France 2. Entrambi gli spettacoli furono registrati a giugno 2016, mentre la Dion era in tournée in Francia. Nell'estate del 2017, la Dion girò l'Europa con il suo tour Celine Dion Live 2017.

## Accoglienza
Encore un soir ha ricevuto recensioni positive da parte de critici musicali. Nicolas Houle di La Presse ha scritto che "Encore un soir, scritto da Jean-Jacques Goldman, è dotato di notevole sobrietà e sottigliezza ed è probabilmente la traccia più forte dell'album". Ha anche elogiato Ordinaire, originariamente cantato da Robert Charlebois, e anche due canzoni scritte dal Grand Corps Malade (L'étoile e Les yeux au ciel) e À la plus haute branche di Daniel Picard. Alain de Repentigny di La Presse +, ha scritto che "Encore un soir è un album molto orchestrato in cui il cantante mette in bocca diverse canzoni forti che prevedano e fanno perdere una o due cose più banali" e ha elogiato i brani Plus qu'ailleurs (scritto da Francis Cabrel e Serge Lama), L'étoile (brano uptempo con musiche di Florent Mothe e Mutine), Encore un soir, Je nous veux e Toutes ces choses (entrambi scritti da Marc Dupré), Si c'était à refaire (di Jacques Veneruso), Tu sauras (di Zaho) e À la più haute branche. Anche Benjamin Locoge di Paris Match ha scritto una recensione positiva: "le cose iniziano senza intoppi con una ballata firmata da Serge Lama e Francis Cabrel, Plus qu’ailleurs dove Céline parla ovviamente di amore. La signora ha chiesto ai suoi diversi autori (15 in totale) di farle cantare la sua vita: quella di una donna forte, in lutto, che non dimenticherà mai gli anni con Réné, ma che deve anche affrontare il resto della vita. Quindi sì, molte belle ballad sono chiaramente dedicate ai cari scomparsi. Uno tra i tanti è Si c’était à refaire, le cui parole scritte da Alice Guiol mostrano la fragile interpretazione della canadese". Locoge elogia anche i brani A la plus haute branche e Encore un soir, scrivendo che Céline Dion evita che "il disco sia troppo struggente" e "parla dei suoi figli, del suo desiderio di una vita pacifica in Je nous veux". Secondo il giornalista l'album "si perde in Tu sauras e nell'incredibile À vous. Encore une soir è ancora un album degno e sincero, che dovrebbe spaventare le vendite. Luminosa nella sua interpretazione, Céline Dion ha un ritorno discografico emotivo".

## Successo commerciale
In Canada, il nuovo album della Dion debutta in prima posizione, vendendo 60.175 copie, di cui 57.085 solo in Québec, diventando il quindicesimo album numero uno della cantante ad entrare nella classifica canadese. Encore un soir ha anche superato la classifica in Québec. Nella prima settimana in Québec, Encore un soir ha venduto tre volte più copie rispetto al resto dei novantanove album all'interno della Quebec Top 100 Albums Chart. Encore un soir è rimasto alla posizione numero uno nella seconda settimana in Canada e Québec, vendendo altre 20.000 copie (18.797 solo in Québec). Nella terza settimana in Canada, Encore un soir è rimasto in prima posizione vendendo 11.000 copie. Con Encore un soir, Céline Dion ottiene un record personale, la sua più lunga permanenza alla numero uno della classifica in Canada dal 2007, anno di pubblicazione di Taking Chances. Nella quarta settimana, Encore un soir scivolò al terzo posto, pur mantenendo il suo ruolo di best seller numero uno della settimana, con 5.400 copie acquistate. Gli album del numero uno e due generarono più flussi di vendita nella settimana in quanto la Canadia Albums Chart di Billboard divenne una classifica di consumo e include anche lo streaming on-demand. Nella quinta settimana, l'album scese in quinta posizione nella Canadian Albums Chart di Billboard e scese alla numero tre della Canadian Albums Sales Chart. Nella settimana successiva, l'album scese al sesto posto Canadian Albums Chart, ma risale al secondo posto della Canadian Albums Sales Chart. Nella settima settimana, l'album scende alla numero dieci della Canadian Albums Chart e alla numero sette della Canadian Albums Sales Chart, vendendo 3.153 copie. Dopo sette settimane, l'album vende 108.846 copie in Canada, incluse 102.858 unità solo in Québec. Nell'ottava settimana, Encore un soir arriva alla posizione numero tredici nella Canadian Albums Chart e risale in sesta posizione nella Canadian Albums Sales Chart. Nella settimana successiva, l'album scende alla numero 26 della classifica principale degli album canadesi e alla numero 16 della Canadian Albums Sales Chart. Nella decima settimana, l'album toccò la numero trentadue della Canadian Albums Chart e la numero diciannove della Canadian Albums Sales Chart. In Québec, dopo nove settimane in cima, Encore un soir scende in quarta posizione. A partire dal 2 dicembre 2016, l'album ha venduto 127.700 copie fisiche in Canada. Encore un soir è diventato l'ottavo album più venduto del 2016 in Canada, con vendite di 140.000 copie.
Encore un soir debutta in prima posizione della classifica degli album più venduti in Francia, vendendo 218.684 copie. L'album ha venduto 216.555 copie (208.069 in vendite fisiche e 8.486 in download), con 2.129 in streaming. Encore un soir è diventato l'album con il secondo più grande debutto del 2016 e anche del decennio. Nell'aprile 2016, Renaud ha debuttato in classifica con 287.323 copie vendute. Prima di questo, solo Johnny Hallyday ha venduto di più nella prima settimana, nel novembre 2002, quando il suo album  À la vie, à la mort ! vendette 305.634 copie in Francia. Con Encore un soir, Céline Dion ha anche realizzato le prime vendite più grandi di un'artista donna in Francia. Nella seconda settimana di pubblicazione, l'album rimane in prima posizione e vende altre 90.408 copie (86.141 in vendite fisiche e 4.267 in streaming), portando il totale delle vendite a 309.092 copie. Dopo sole due settimane, l'album della Dion è già diventato il terzo album più venduto dell'anno in Francia. Nella terza settimana in Francia, Encore un soir, presente ancora alla numero uno della classifica, vende altre 56.204 unità (54.000 in vendite fisiche e 1.304 in streaming), portando il totale delle vendite a 358.900 copie. Nella quarta settimana, l'album scende in seconda posizione vendendo 32.825 copie (31.849 in vendite fisiche e 975 in streaming), portando il totale a 391.725 copie. Tuttavia, rimase in prima posizione della Physical Albums Chart in Francia. Nella quinta settimana, l'album torna in prima posizione vendendo altre 22.980 copie (22.188 in vendite fisiche e 792 in streaming). La settimana successiva, l'album rimasto al primo posto, vende 22.921 copie, vortando il totale delle vendite dell'album a 437.626 unità. Nella settima settimana, l'album vende 18.806 copie(17.590 in vendite fisiche e 1.216 in streaming). Nella settimana successiva, Encore un soir scende in terza posizione vendendo 14.521 copie (13.152 in vendite fisiche e 1.369 in streaming), portando il totale a 470.953 unità. Nella nona settimana, l'album arriva alla numero otto vendendo 11.155 copie. Nella decima settimana sale di una posizione (numero sette) e vende 9.329 copie. Nella settimana successiva l'album riscende in ottava posizione vendendo 9.408 copie. Dopo undici settimane l'album ha venduto 503.105 copie in Francia (493.776 in vendite fisiche e 9.329 in streaming). L'11 novembre 2016 è stato certificato disco di diamante per aver venduto oltre 500.000 copie. Nella dodicesima settimana Encore un soir scende in decima posizione, vendendo 8.588 copie e portando le vendite fisiche a 502.364 copie vendute. Nella tredicesima settimana, l'album esce dalla top ten (numero dodici), vendendo 8.078 copie e portando le vendite fisiche a 510.442 unità. La settimana successiva, l'album salì alla numero undici vendendo 10.700 copie. Nella quindicesima settimana, l'album torna in top ten raggiungendo la settima posizione e vendendo 19.507 copie. Nella settimana successiva, Encore un soir sale in quinta posizione e vende 31.866 copie, portando il totale delle vendite fisiche a 572.515 copie. Nella diciassettesima settimana, l'album passa alla numero tre della classifica, vendendo 48.398 copie e portando le vendite fisiche a 620.913 unità. Nell'ultima settimana del 2016, l'album risale in seconda posizione e vende altre 27.493 copie. Encore un soir diventa così il secondo album più venduto del 2016 in Francia, con vendite di 662.047 copie. Nelle prime due settimane del 2017, l'album ha venduto 7.103 copie (posizione numero cinque) e 4.955 cope (numero sette). Nella terza settimana del 2017, Encore un soir scende alla posizione numero tredici.
Encore un soir ha raggiunto il primo posto anche nelle Fiandre e in Vallonia, Svizzera e Taiwan, la numero tre in Italia, la numero sei in Polonia e Corea (numero cinquantotto della Overall Chart), la numero sette nei Paesi Bassi, la numero tredici in Portogallo, la numero quindici in Austria, la numero sedici in Germania, la numero diciotto in Spagna, la numero venti in Ungheria, la numero trentadue in Grecia. Nel Regno Unito, l'album ha debuttato alla numero 88 della Official Albums Chart, che include vendite fisiche e digitali e streaming audio e alla numero cinquantasei della Official Albums Sales Chart, che include vendite fisiche e digitali (anche al numero sessanta della Official Physical Albums Chart e al numero sessantacinque della Official Album Downloads Chart). Ha anche debuttato alla numero settanta in Scozia.
Encore un soir divenne il primo album in lingua francese della Dion ad entrare nelle classifiche di Billboard negli Stati Uniti. L'album ha debuttato alla numero 82 della Top Current Albums, alla numero novantasei della Top Album Sales e alla numero uno della World Albums Chart. L'album ha ottenuto diverse certificazioni in vari paesi: disco di diamante in Francia, doppio disco di platino in Canada e disco di platino in Belgio e Svizzera. Solo nel 2016, Encore un soir ha venduto 1,1 milioni di copie in tutto il mondo. A partire da ottobre 2017, l'album ha venduto oltre 1,5 milioni di copie in tutto il mondo.

## Riconoscimenti
Il 22 maggio 2016, durante la cerimonia di premiazione dei Billboard Music Award, Céline Dion viene premiata con uno dei riconoscimenti più prestigiosi d'America, il Billboard ICON Award, ricevuto dalle mani di suo figlio René-Charles Angélil dopo l'esibizione del suo nuovo singolo in inglese, The Show Must Go On, cover dei Queen. Il 26 settembre 2016, Céline Dion è stata nominata per il NRJ Music Award nella categoria Artista femminile francofona dell'anno. Il 18 ottobre 2016, Encore un soir è candidato per il premio Album dell'anno RTL. Encore un soir è nominato anche per lo Swiss Music Award nella categoria Miglior Album Internazionale. Il disco è stato candidato ai Juno Award del 2017 nelle categorie Album dell'Anno e Album adult contemporary dell'Anno. Nel settembre 2017, la Dion è stata nominata ai Félix Award in quattro categorie: Interprete Femminile dell'Anno, Album adult contemporary dell'Anno, Album più venduto dell'Anno e Canzone dell'Anno perEncore un soir. Il mese successivo, Encore un soir venne premiato con due Félix Award come Album adult contemporary dell'anno e Album più venduto dell'anno.

## Tracce

### Encore un soir(Standard Edition)
1. Plus qu'ailleurs – 3:38 (Francis Cabrel, Serge Lama)
2. L'etoile – 3:14 (Grand Corps Malade, Manon Romiti, Silvio Lisbonne, Florent Mothe)
3. Ma faille – 3:51 (Zaho, Ludovic Carquet, Therry Marie-Louise, Flavien Compagnon, Giorgio Tuinfort)
4. Encore un soir – 4:23 (Jean-Jacques Goldman)
5. Je nous veux – 3:58 (Nelson Minville, Marc Dupré)
6. Les yeux au ciel – 2:57 (Malade, Romiti, Lisbonne, Mothe)
7. Si c'était à refaire – 3:52 (Alice Guiol, Jacques Veneruso)
8. Ordinaire – 4:44 (Claudine Monfette, Robert Charlebois, Pierre Nadeau)
9. Tu sauras – 3:26 (Zaho, Carquet, Marie-Louise, Tuinfort)
10. Toutes ces choses – 3:24 (Minville, Dupré)
11. Le bonheur en face – 2:55 (Romiti, Lisbonne, Mothe)
12. À la plus haute branche – 4:50 (Daniel Picard)

### Encore un soir(Deluxe Edition)
L'edizione deluxe dell'album contiene tre tracce bonus, tra i quali spicca l'ultima traccia, Trois heures vingt, brano dell'album del 1984 della Dion, Mélanie.
1. À vous – 3:46 (Zaho, Carquet, Marie-Louise)
2. Ma force – 4:14 (Vianney Bureau)
3. Trois heures vingt (Remastered) – 3:37 (Eddy Marnay, Patrick Lemaitre)

## Formazione
- Voce - Celine Dion
- Produttore esecutivo – Valérie Michelin
- Management – Aldo Giampaolo
- Masterizzazione – Vlado Meller, Jeremy Lubsey
- Missaggio – Humberto Gatica, Martin Nessi
- Registrazione – Humberto Gatica, Martin Nessi

## Classifiche
| Classifica (2016) | Posizione massima |
| ----------------- | ----------------- |
| Austria           | 15                |
| Belgio Fiandre    | 1                 |
| Belgio Vallonia   | 1                 |
| Canada            | 1                 |
| Corea del Sud     | 58                |
| Francia           | 1                 |
| Germania          | 16                |
| Grecia            | 66                |
| Italia            | 3                 |
| Paesi Bassi       | 7                 |
| Polonia           | 6                 |
| Portogallo        | 13                |
| Regno Unito       | 88                |
| Rep. Ceca         | 2                 |
| Spagna            | 18                |
| Svizzera          | 1                 |
| Ungheria          | 20                |